# Hurlford
Hurlford je selo u East Ayrshire, Škotska. Populacija mu je 5000.
To je administrativno središte Irvine Valley.
Prijašnja imena uljučuju The Toll, Whirlford i Hurdleford.